# Nina Hamnett

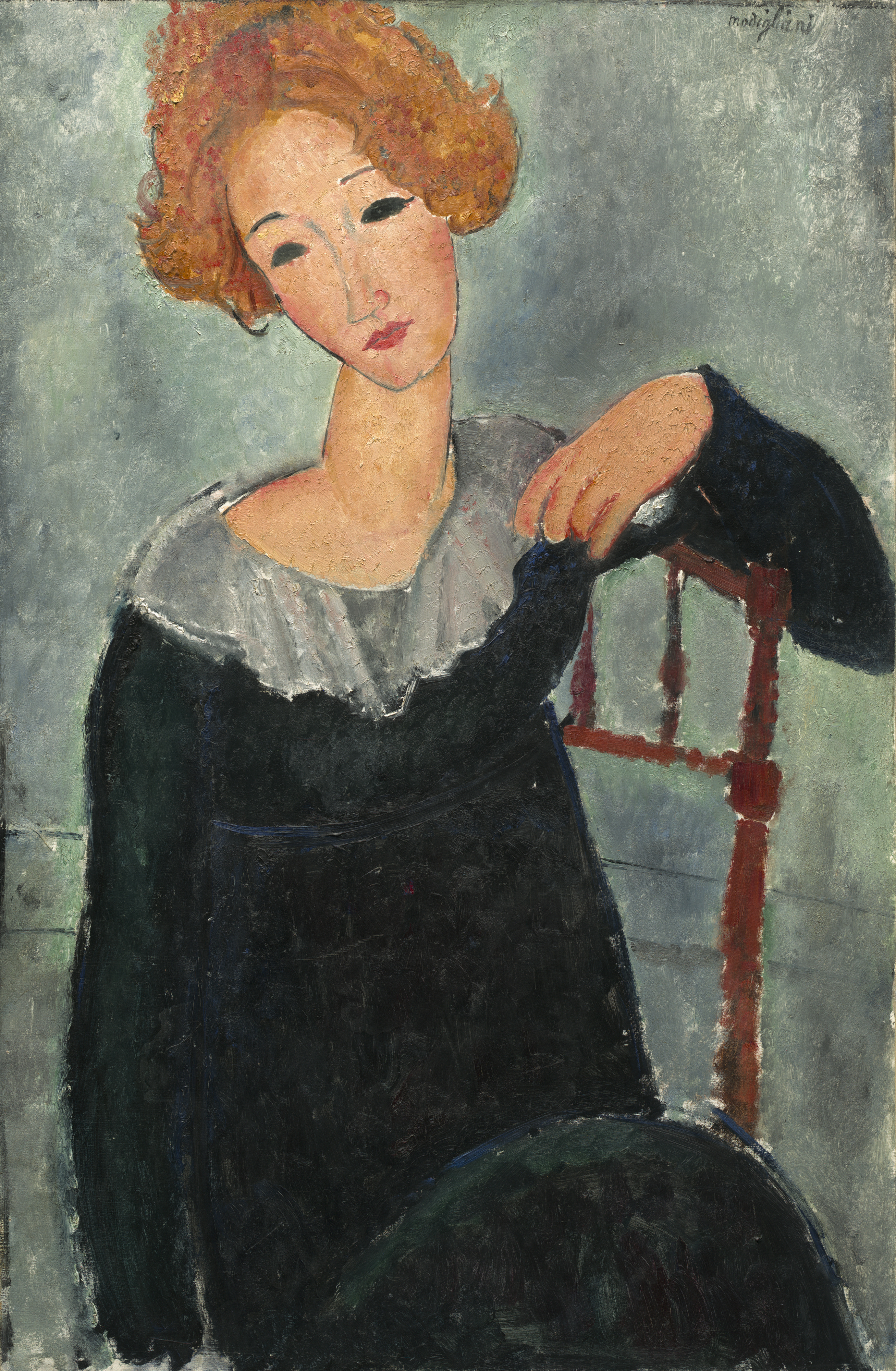
Amedeo Modigliani: Nina Hamnett, Öl auf Leinwand (1914)

Nina Hamnett (* 14. Februar 1890 in Tenby; † 16. Dezember 1956 in London) war eine britische Malerin, Bildhauerin und Schriftstellerin. Sie galt als „La reine Bohème“ des frühen 20. Jahrhunderts.

## Leben
Nina Hamnett studierte von 1906 bis 1907 an der Pelham Art School und darauf an der London School of Art bis 1910. Vor dem Ausbruch des Ersten Weltkriegs reiste Hamnett nach Frankreich, wo sie in Paris an der Marie Vassilieffs Académie Kunstgeschichte studierte. In der Künstlersiedlung La Ruche im Viertel Montparnasse hatte sie ihr Atelier. Innerhalb kürzester Zeit machte sie Bekanntschaft mit den bekanntesten Künstlern der Stadt, unter anderem Amedeo Modigliani, Jean Cocteau, Sergei Pawlowitsch Djagilew und Pablo Picasso. Durch ihr exzentrisches Leben und ihre Bisexualität wurde sie zu einer bekannten Persönlichkeit der gesamten Pariser Bohème und zum Vorbild vieler Künstler. Nachdem sie nackt auf dem Tisch des Café de la Rotonde getanzt hatte, nannte Picasso sie La reine Bohème. 
Nach ihrer Rückkehr nach England unterrichtete sie von 1917 bis 1918 am Westminster Technical Institute. Hamnett trennte sich von ihrem norwegischen Mann, dem Künstler Kristian Roald, um mit dem Komponisten Ernest John Moeran zusammenzuleben. Später ging sie eine körperliche und berufliche Liaison mit Roger Fry, Mitglied der berühmten Bloomsbury Group, ein und arbeitete in seiner 1913 gegründeten Künstlerwerkstatt Omega Workshops mit.
1932 veröffentlichte Nina Hamnett ihre Autobiografie Laughing Torso, in dem sie ihr Leben in Frankreich beschrieb. Das Buch wurde in Großbritannien und in den Vereinigten Staaten ein Verkaufsschlager. Im selben Jahr wurde sie von dem Okkultisten Aleister Crowley auf Verleumdung verklagt, weil sie ihn in ihrem Buch als Praktiker der schwarzen Magie dargestellt hatte. Crowley erlitt nicht nur eine Niederlage vor Gericht, da die von Nina Hamnett vorgetragenen Beweise erdrückend waren, sondern er verlor auch sein ganzes Vermögen.
Nina Hamnett, die jahrelang Alkoholmissbrauch betrieben hatte, starb am 16. Dezember 1956 in London an den Folgen eines Sturzes aus dem Fenster ihres Apartments.

## Porträts von Roger Fry (Auswahl)

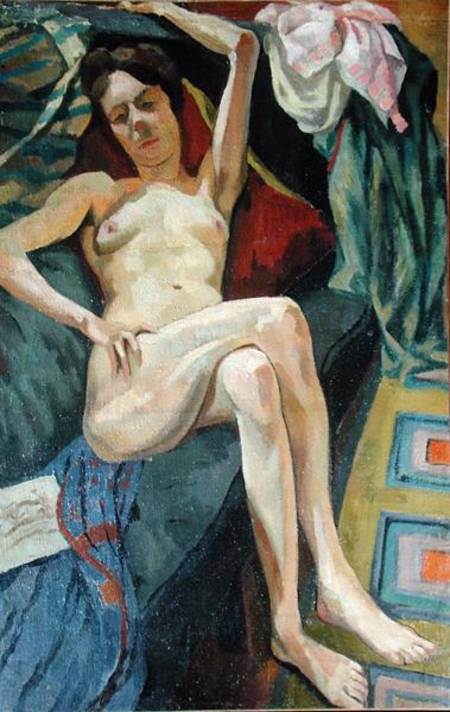
Woman on Sofa, Öl auf Leinwand, um 1915
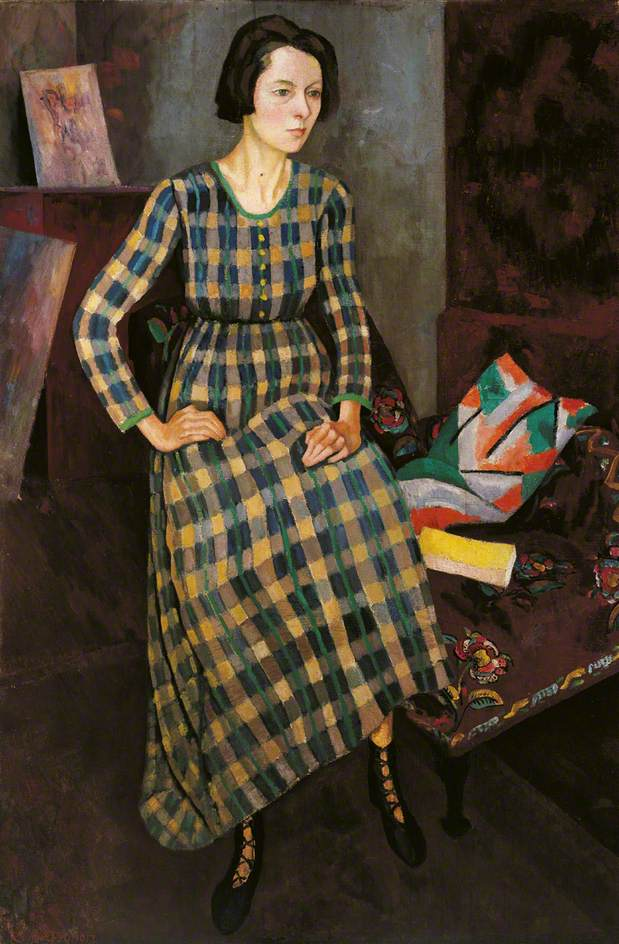
Nina Hamnett, Öl auf Leinwand (1917)
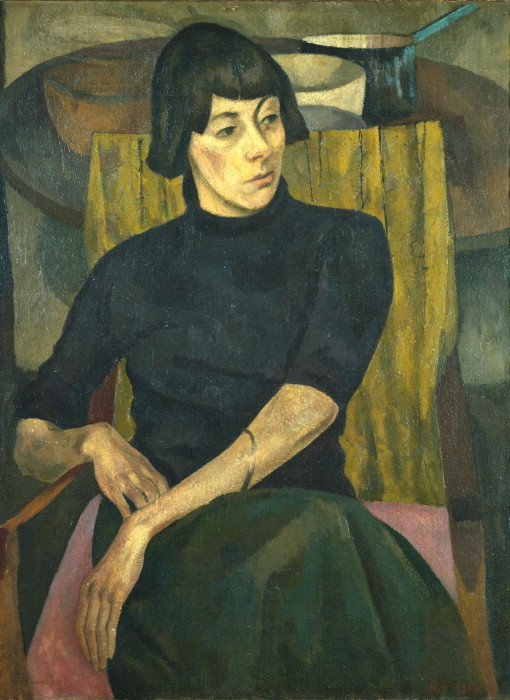
Nina Hamnett, Öl auf Leinwand (1917)
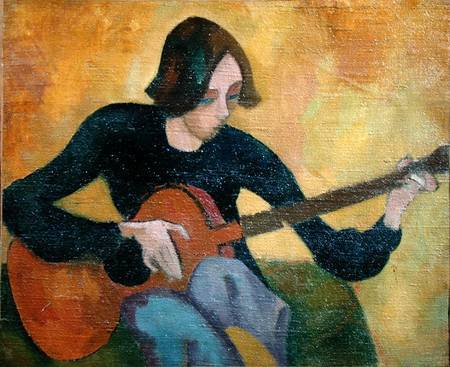
Nina Hamnett mit Gitarre, Öl auf Leinwand (1917/18)